# Computazione reversibile
La computazione reversibile  è un modello di computazione non convenzionale nel quale il processo di calcolo è invertibile.
In particolare, si consideri una formalizzazione operazionale del calcolo, ad esempio ad automi, dove una funzione di transizione descrive l'evoluzione della macchina da uno stato ad un altro.
Affinché il calcolo sia reversibile, la funzione deve necessariamente essere iniettiva.
Vi sono due tipi di reversibilità che si cerca di ottenere: la reversibilità fisica e quella logica.
La reversibilità fisica consentirebbe di ottenere dei risultati senza aumentare l'entropia del sistema. Per poter essere reversibile fisicamente un calcolatore deve essere anche logicamente reversibile, come affermato da Rolf Landauer